# Manuel Pretzl
Manuel Pretzl (* 7. September 1975 in München) ist ein deutscher Politiker (CSU).

## Leben
Manuel Pretzl ist Diplomkaufmann. Beruflich ist er seit 2007 Direktor des Deutschen Jagd- und Fischereimuseums in München. Zwischen November 2018 und April 2020 ruhte sein Amt. In dieser Zeit war Pretzl Zweiter Bürgermeister von München.
Manuel Pretzl ist seit 1. Mai 2002 Mitglied des Münchner Stadtrats.  Seit 1. Januar 2017 ist er als Nachfolger von Hans Podiuk Vorsitzender der CSU-Stadtratsfraktion.  Seine politischen Schwerpunkte liegen in den Bereichen Wirtschafts- und Umweltpolitik. Darüber hinaus ist er Mitglied des Aufsichtsrats der Stadtwerke München.  Im Jahr 2020 wurde er als Vorsitzender der CSU im Stadtrat bestätigt.
Er ist verheiratet und hat zwei Kinder.